# Open de Riga de snooker 2015
L'Open de Riga 2015 est un tournoi de snooker classé mineur, qui s'est déroulé du 29 juillet au 2 août 2015 à la Riga Arena à Riga en Lettonie. Il est sponsorisé par Kaspersky Lab. 

## Déroulement
Il s'agit de la première épreuve du championnat européen des joueurs, une série de tournois disputés en Europe (6 épreuves) et en Asie (1 épreuve), lors desquels les joueurs doivent accumuler des points afin de se qualifier pour la grande finale à Manchester.
L'événement compte un total de 195 participants, dont 128 ont atteint le tableau final. Le vainqueur remporte une prime de 25 000 €.
Le tournoi est remporté par Barry Hawkins qui domine Tom Ford 4 à 1 en finale. Il s'agit du premier tournoi mineur que s'adjuge Hawkins lors de son premier tournoi de la saison, lui qui avait choisi de faire l'impasse sur l'Open d'Australie.

## Dotation
La répartition des prix est la suivante :
- Vainqueur : 25 000 €
- Finaliste : 12 000 €
- Demi-finaliste : 6 000 €
- Quart de finaliste : 4 000 €
- 8èmes de finale : 2 300 €
- 16èmes de finale : 1 200 €
- Deuxième tour : 700 €
- Dotation totale : 125 000 €

## Phases finales
|  | Quarts de finale au meilleur des 7 manches | Quarts de finale au meilleur des 7 manches | Quarts de finale au meilleur des 7 manches |          |             | Demi-finales au meilleur des 7 manches | Demi-finales au meilleur des 7 manches | Demi-finales au meilleur des 7 manches |  |  | Finale au meilleur des 7 manches | Finale au meilleur des 7 manches | Finale au meilleur des 7 manches |
|  |                                            |                                            |                                            |          |             |                                        |                                        |                                        |  |  |                                  |                                  |                                  |
|  |                                            | Ryan Day                                   | 0                                          |          |             |                                        |                                        |                                        |  |  |                                  |                                  |                                  |
|  |                                            | Graeme Dott                                | 4                                          |          |             |                                        |                                        |                                        |  |  |                                  |                                  |                                  |
|  |                                            | Graeme Dott                                | 4                                          |          | Graeme Dott | 1                                      |                                        |                                        |  |  |                                  |                                  |                                  |
|  |                                            |                                            |                                            |          | Graeme Dott | 1                                      |                                        |                                        |  |  |                                  |                                  |                                  |
|  |                                            |                                            | Barry Hawkins                              | 4        |             |                                        |                                        |                                        |  |  |                                  |                                  |                                  |
|  |                                            | Barry Hawkins                              | Barry Hawkins                              | 4        | 4           |                                        |                                        |                                        |  |  |                                  |                                  |                                  |
|  |                                            | Barry Hawkins                              |                                            |          | 4           |                                        |                                        |                                        |  |  |                                  |                                  |                                  |
|  |                                            | Alan McManus                               | 2                                          |          |             |                                        |                                        |                                        |  |  |                                  |                                  |                                  |
|  |                                            |                                            |                                            |          |             |                                        |                                        |                                        |  |  |                                  | Barry Hawkins                    | 4                                |
|  |                                            |                                            |                                            | Tom Ford | 1           |                                        |                                        |                                        |  |  |                                  |                                  |                                  |
|  |                                            | Matthew Selt                               | 3                                          |          |             |                                        |                                        |                                        |  |  |                                  |                                  |                                  |
|  |                                            | Tom Ford                                   | 4                                          |          |             |                                        |                                        |                                        |  |  |                                  |                                  |                                  |
|  |                                            | Tom Ford                                   | 4                                          |          | Tom Ford    | 4                                      |                                        |                                        |  |  |                                  |                                  |                                  |
|  |                                            |                                            |                                            |          | Tom Ford    | 4                                      |                                        |                                        |  |  |                                  |                                  |                                  |
|  |                                            |                                            | Ben Woollaston                             | 1        |             |                                        |                                        |                                        |  |  |                                  |                                  |                                  |
|  |                                            | Ben Woollaston                             | Ben Woollaston                             | 1        | 4           |                                        |                                        |                                        |  |  |                                  |                                  |                                  |
|  |                                            | Ben Woollaston                             |                                            |          | 4           |                                        |                                        |                                        |  |  |                                  |                                  |                                  |
|  |                                            | Liang Wenbo                                | 2                                          |          |             |                                        |                                        |                                        |  |  |                                  |                                  |                                  |

## Finale
| Finale au meilleur des 7 manches Arbitre : Milosz Olborski |                          |                     |
| Barry Hawkins Angleterre                                   | 4 - 1 ( - )              | Tom Ford Angleterre |
| 0 65                                                       | Centuries Meilleur break | 0 67                |
| Barry Hawkins remporte l'Open de Riga 2015                 |                          |                     |